# Tabaré Silva
Tabaré Abayubá Silva Aguilar (Mercedes, 30 de agosto de 1974) é um treinador e ex-futebolista uruguaio que atuava como zagueiro. Atualmente, é treinador do Aucas.

## Carreira
Tabaré integrou a Seleção Uruguaia de Futebol na Copa América de 1995 e 97.

## Títulos
Seleção Uruguaia
- Copa América: 1995

Defensor Sporting
- Liguilla Pré-Libertadores da América: 1995

Sevilla
- Campeonato Espanhol – Segunda Divisão: 2000–01